# Kino (gruppo musicale britannico)
I Kino sono un supergruppo neoprogressive britannico attivo dal 2004 al 2006 e nuovamente dal 2017.

## Formazione
Attuale
- John Mitchell – voce, chitarra (2004-2006, 2017-presente)
- Pete Trewavas – basso, cori (2004-2006, 2017-presente)
- John Beck – sintetizzatore, cori (2004-2006, 2017-presente)
- Craig Blundell – batteria (2017-presente)

Ex-componenti
- Chris Maitland – batteria, cori (2004-2005)

Ex-turnisti
- Bob Dalton – batteria, cori (2006)

## Discografia

### Album in studio
- 2005 – Picture
- 2018 – Radio Voltaire

### Raccolte
- 2005 – Cutting Room Floor